# بیلی جو رویال
بیلی جو رویال (انگلیسی: Billy Joe Royal؛ زادهٔ ۳ آوریل ۱۹۴۲ - درگذشته ۶ اکتبر ۲۰۱۵) خواننده سبک‌های موسیقی پاپ و کانتری اهل ایالات متحده آمریکا بود.